# Sarasvati (rivier)

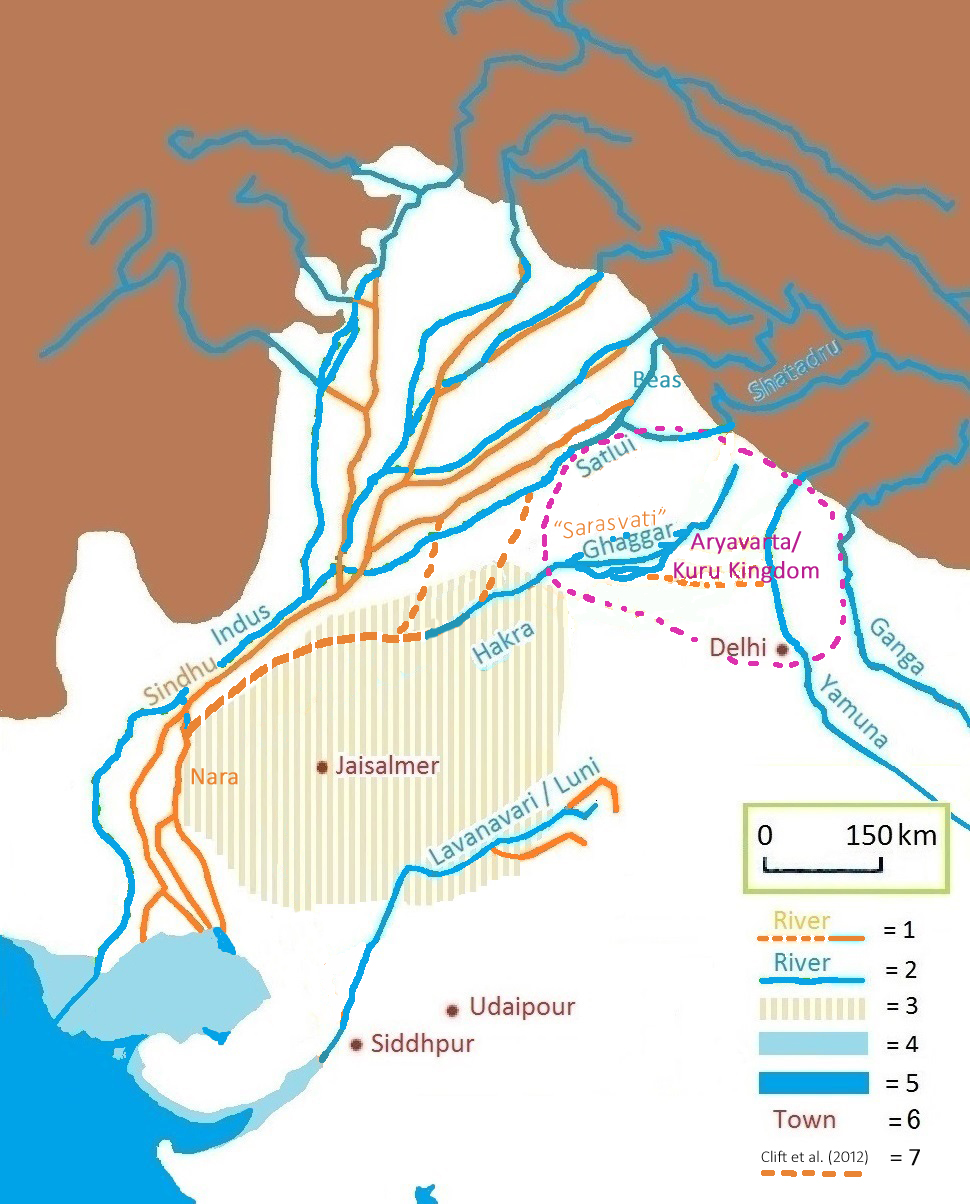
Loop van de rivieren in het noordwesten van het Indisch Subcontinent, tegenwoordig en in de Vedische tijd (1500-500 v.Chr.), en (pre-)Harappaanse Hakra/Sutlej-Yamuna paleokanalen zoals voorgesteld door Clift et al. (2012) en Khonde et al. (2017).
1 = oude rivierbedding
2 = huidige rivier
3 = huidige Tharwoestijn
4 = oude kustlijn
5 = huidige kustlijn
6 = huidige stad
7 = Hakra/Sutlej-Yamuna paleokanaal

De Sarasvati (Sanskriet: सरस्वती नदी, sárasvatī nadī) is een verdwenen rivier in het noordwesten van het Indisch Subcontinent, die beschreven wordt in de Veda's. 
De Sarasvati heeft een belangrijke rol in de Veda's en wordt daarom door hindoes als heilig beschouwd. De godin Sarasvati was oorspronkelijk een personificatie van de rivier. De Rig Veda meldt dat de loop van de rivier zich tussen de Yamuna in het oosten en de Sutlej in het westen bevond, waarschijnlijk op de plek van de huidige Ghaggar-Hakrawadi. In latere Vedische teksten, zoals de Brahmana's en de Mahabharata, wordt vermeld dat de Sarasvati opgedroogd is in de omringende woestijn. Het is onduidelijk of alle vermeldingen van een rivier genaamd Sarasvati in de Vedische teksten naar dezelfde rivier verwijzen.